# Skelet (pedologie)
V pedologii se jako skelet  označují půdní částice větší než 2 mm. Částice menší než 2 mm se nazývají jemnozem. Skelet se dělí na hrubý písek (2–4 mm), štěrk (4–30 mm) a kámen (více než 30 mm). Pokud je v ornici více než 20 % skeletu, začíná to působit rušivě. Při obsahu skeletu > 50 % je zemina silně skeletovitá (hrubě písčitá, štěrkovitá, kamenitá). Při obsahu skeletu > 80 % je zemina skeletová (štěrkovitá, kamenitá).
Hrubší skelet může v přírodě vytvářet suťová pole či kamenná moře.

## Původ slova
Skelet (latinsky sceletus, řecky σκελετός) znamená v původní řečtině vysušený. Později v latině získalo slovo rozšířenější význam kostra používaný nejen v přírodních vědách.